# فرودگاه بین‌المللی پوانت آ پیتر
فرودگاه بین‌المللی پوانت آ پیتر (به انگلیسی: Pointe-à-Pitre International Airport) یک فرودگاه همگانی با کد یاتا PTP است که یک باند فرود آسفالت دارد و طول باند آن ۳۱۲۵ متر است. این فرودگاه در شهر لزبیم کشور فرانسه قرار دارد.

## شرکت‌های هواپیمایی و مقصدهای پروازی

### مسافری
| شرکت‌های هواپیمایی              | مقصدهای پروازی |
| ------------------------------ | --- |
| ایر آنتیل اکسپرس               | گرانتلی ادمز، ملویل هال، مارتینیک امه سزر، گوستاف ۳، لوئیز مونز مارین، لا ایزبلا، لا امریکاس، پرینسس جولیانا، لسپرانسه فصلی: پونتا کانا |
| ایر کانادا روژ                 | مونترآل-پییر الیوت ترودو |
| ایر کارائیب                    | مارتینیک امه سزر، اورلی (PSO), جرج واین گارتنر ال چارلز، لسپرانسه، پرینسس جولیانا، لا امریکاس                                           |
| ایر فرانس                      | کاین رشابوو، مارتینیک امه سزر، میامی، اورلی (PSO), توسن لوورتور فصلی: هارتسفیلد-جکسون آتلانتا (آغاز از ۲۱ نوامبر ۲۰۱۷)                  |
| Air Transat                    | فصلی: مونترآل-پییر الیوت ترودو |
| آلیتالیا                       | چارتر فصلی: میلانو مالپنسا، لئوناردو دا وینچی-فیومیچینو                                                                                 |
| امریکن ایرلاینز                | فصلی: میامی |
| امریکن ایگل                    | میامی |
| Ava Air                        | مارتینیک امه سزر |
| کورس‌ایر اینترنشنال             | اورلی (PSO) |
| کوندور فلوگدینست               | چارتر فصلی: فرانکفورت |
| هواپیمایی کوبا                 | خوزه مارتی، آنتونیو ماکئو |
| LIAT                           | و. س. برد |
| Neos                           | چارتر فصلی: میلانو مالپنسا |
| نروجین ایر شاتل                | فصلی: فورت لادردیل–هالیوود، جان اف کندی، تی. اف. گرین (آغاز از ۲۹ اکتبر ۲۰۱۷)                                                           |
| Servicios Aéreos Profesionales | پونتا کانا |
| وین ایر                        | ملویل هال |
| ایکس‌ال ایرویز فرانسه           | شارل دوگل پاریس (PSO) فصلی: لیون-سینت اگزوپری (آغاز از ۱ ژانویه ۲۰۱۸), مارسی پروانس (آغاز از ۱ ژانویه ۲۰۱۸)                             |

### Terminal Arrangements
- Terminal 1 is used by ایر کارائیب flights to Paris, ایر فرانس (excepts AF600), Air Transat، کورس‌ایر اینترنشنال، ایکس‌ال ایرویز فرانسه, and all charters flights.
- Terminal 2 is used by ایر آنتیل اکسپرس، ایر کانادا روژ، ایر کارائیب regionals flights, ایر فرانس AF600, امریکن ایرلاینز، Ava Air، هواپیمایی کوبا، LIAT، نروجین ایر شاتل، Servicios Aéreos Profesionales، وین ایر.

### باری
| شرکت‌های هواپیمایی      | مقصدهای پروازی |
| ---------------------- | -------------- |
| Amerijet International | میامی          |